# Trinchera y trincherazo
Trinchera y trincherazo son términos sinónimos de una misma suerte que se realiza con la muleta en la mano diestra. “El Cossio” recoge que es el "pase cambiado por bajo con la mano derecha".
El nombre viene determinado por citar el matador protegido y salvaguardado por la muleta, que oculta su cuerpo a la vista del toro. Domingo Ortega y Silverio Pérez fueron dos de los grandes intérpretes de esta suerte a lo largo de historia.

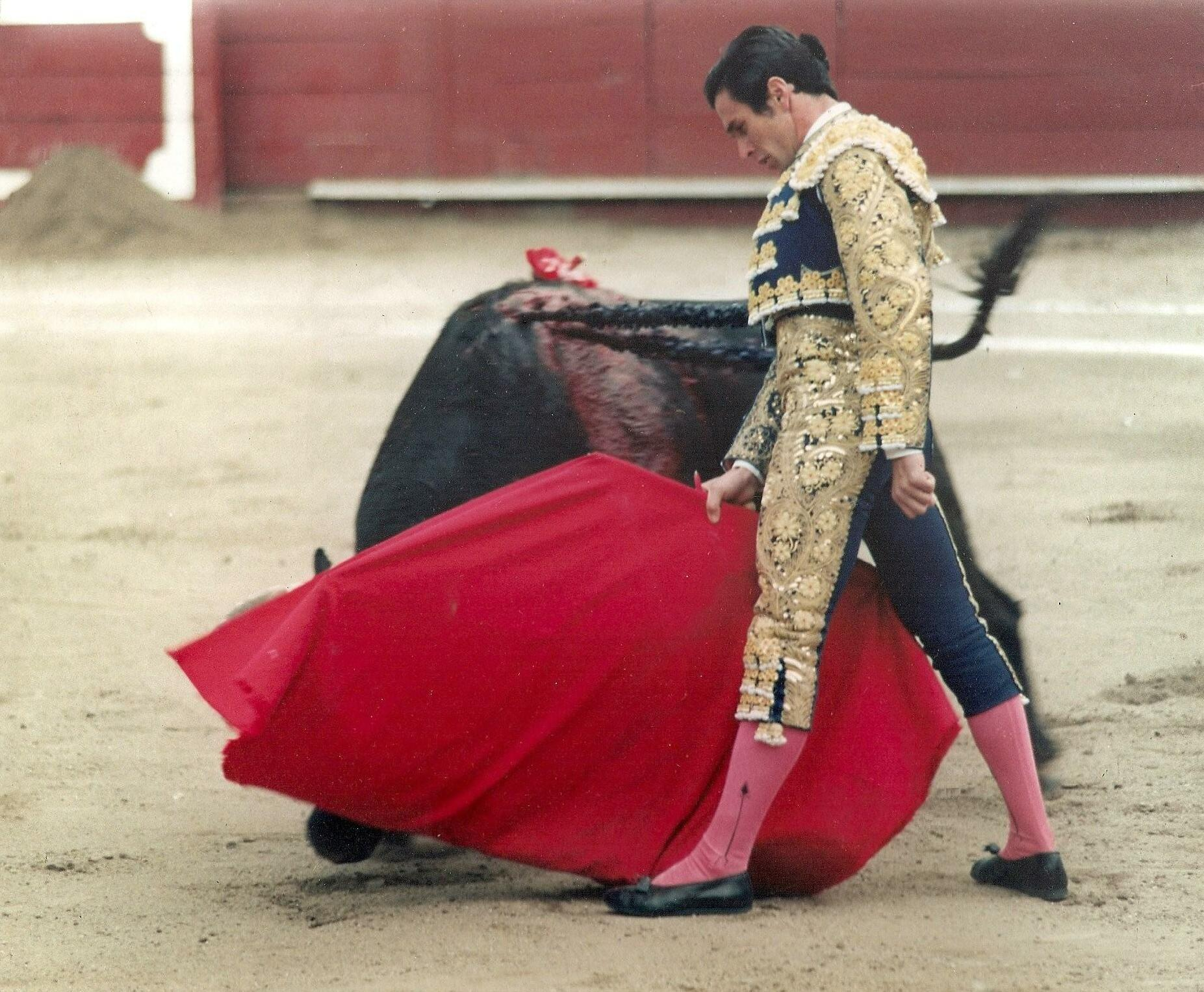
José Miguel Arroyo Delgado

La suerte se interpreta con la mano derecha, la pierna de salida avanzada o a pies juntos, pudiendo ser el muletazo de sometimiento o adorno. Esta suerte con la mano izquierda se denomina trincherilla con la finalidad de sometimiento.
El trincherazo interpretado de manera magistral puede llegar a ocupar incluso titulares de crónicas taurinas, como fue el caso de Curro Díaz en abril de 2017 en la plaza de toros de Las Ventas, o de Morante de la Puebla en el Palacio de Vistalegre.
La trinchera o trincherazo se interpreta tanto en los inicios de faena como para rematar una serie.